# Pronephrium palauense
Pronephrium palauense là một loài thực vật có mạch trong họ Thelypteridaceae. Loài này được (Hosok.) Holttum miêu tả khoa học đầu tiên năm 1972.